# Bośnia (region)

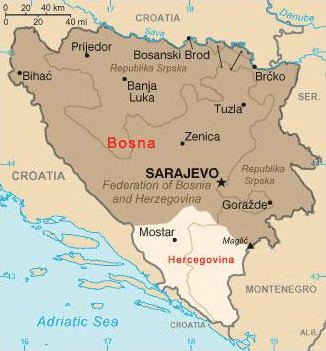
Położenie Bośni

Herb Bośni z czasów Austro-Węgier (1878–1918)

Bośnia (bośn. Bosna) – historyczny i geograficzny region Europy, należący obecnie do Bośni i Hercegowiny. Przeważająca część Bośni leży na terenie Alp Dynarskich. Na północy, gdzie płynie rzeka Sawa, sięga do obszarów kotliny Panońskiej, zaś jej wschodnią, naturalną granicę stanowi rzeka Drina. Od południa graniczy z innym historyczno-geograficznym regionem wchodzącym w skład państwa, Hercegowiną.
Nazwa regionu najprawdopodobniej pochodzi od nazwy rzeki o tej samej nazwie przepływającej przez ten obszar.
Powierzchnia Bośni wynosi około 41000 km², co stanowi około 80% terytorium Bośni i Hercegowiny. Trudno jest określić jej dokładną powierzchnię z powodu płynności granicy między Hercegowiną a Bośnią. Jest to spowodowane długotrwałym związkiem obydwu regionów, które od czasów średniowiecza poddane były wspólnej władzy.

## Historia
- XI wiek – pierwsze wzmianki o władcach Bośni - banach.
- XII wiek – teren Bośni podlega zwierzchności wasalnej Królestwa Węgier.
- druga połowa XII wieku – cesarz bizantyjski Manuel Komnen osadza bana Kulina.
- 1180 lub 1181 – ban Kulin uznaje zależność wasalną od Węgier, ale rządzi jako samodzielny władca[1].